# Chandragupta I
Chandragupta I foi o terceiro imperador do Império Gupta de que alguns historiadores consideram ter sido o verdadeiro fundador. Esta dinastia estendeu-se num período de tempo que se prolongou entre o ano de 240 e o ano 550, depois de Cristo. Governou entre c. 320 e 335. Foi antecedido no trono por Gatotkacha e sucedido por Samudragupta.